# ショウナ・ホットスポット
ショウナ・ホットスポット（英語、Shona hotspot）とは、大西洋中央海嶺の南端部に存在するホットスポットである。ただし、その正確な位置に関しては諸説ある。なお、メテオ・ホットスポット（英語、Meteor hotspot）とも呼ばれる。

## 位置

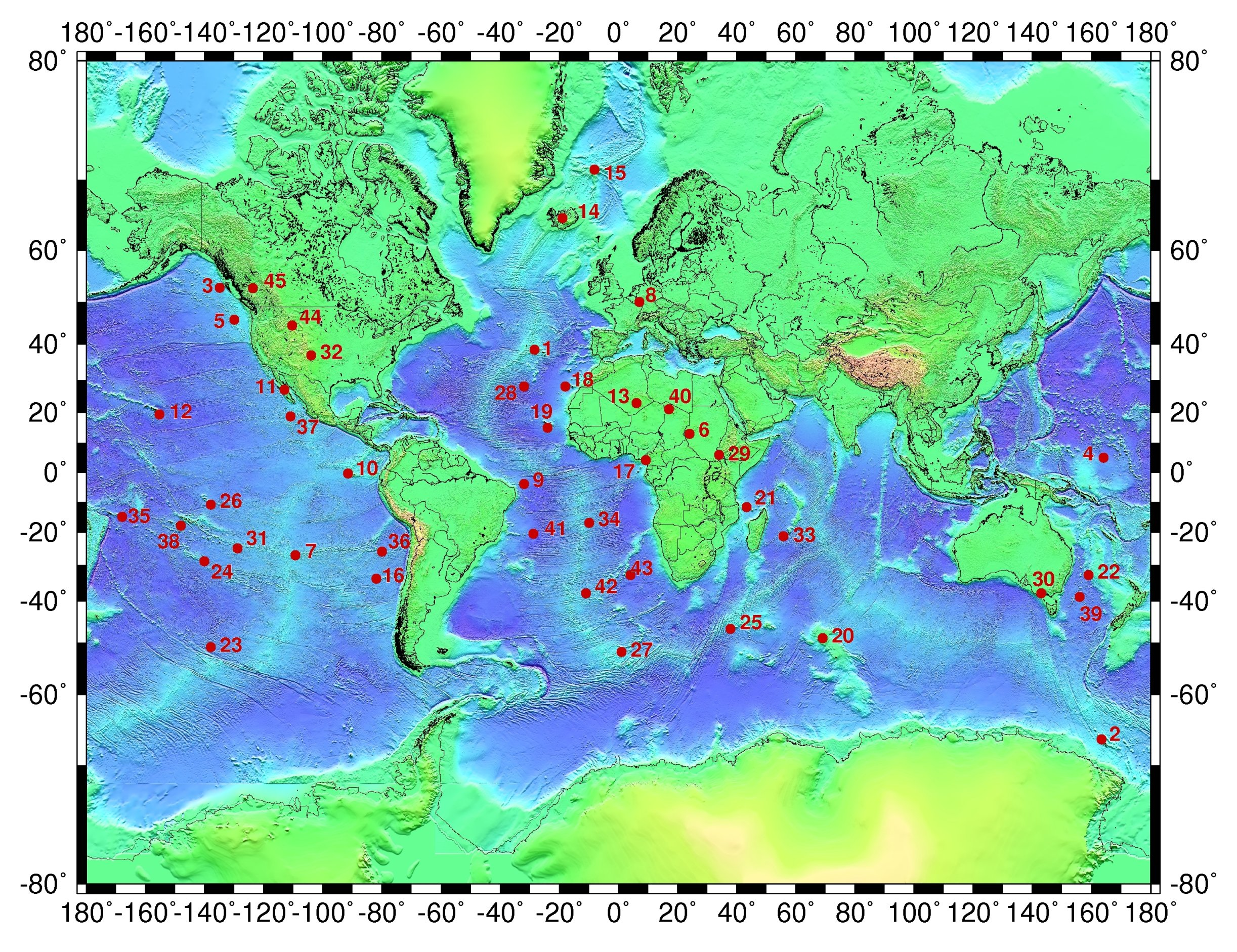
地球上の主なホットスポットの位置。この図では27番がショウナ・ホットスポットである。ちょうど大西洋中央海嶺の南端部に位置することが見て取れる。

ショウナ・ホットスポットの正確な位置については、2012年時点でも議論が行われている。
Hartnadyとle Roexが1985年に発表したところによれば、大西洋中央海嶺のすぐ西に存在するショウナ海山（Shona Seamount）の真下に当たる、南緯54度30分 西経6度00分 / 南緯54.5度 西経6.0度にショウナ・ホットスポットが位置するという。
しかし、O'ConnorとDuncanが1990年に、さらに、Morganが2007年に発表したところによれば、ショウナ海嶺（Shona Ridge）の東端のShona Rise付近に当たる、南緯51度24分 東経1度00分 / 南緯51.4度 東経1.0度にショウナ・ホットスポットが位置するという。
そこで、2012年にO'Connorやle Roex達は、より単純に考えて、海山の列が開始されていると見られる地点である、南緯56度06分 東経1度00分 / 南緯56.1度 東経1.0度にショウナ・ホットスポットが位置するとしてはどうだろうと提案している。

## 発見史
ショウナ・ホットスポットの存在は1985年にHartnadyとle Roexによって初めて報告された
。
この付近にはMeteor RiseとCape Riseと呼ばれる海山の列が存在するのだが、この海山の列の成因を、付近で他に知られていたホットスポットであるブーベ・ホットスポット（Bouvet hotspot）と関連付けるのは無理があった。それ故に、大西洋中央海嶺の南端部付近に未知のホットスポットが存在するであろうことが予想されたのである。